# The Castaway Cowboy
The Castaway Cowboy (bra: Um cowboy no Havaí; prt: Um cowboy na Água) é um filme estadunidense de 1974, do gênero aventura, dirigido por Vincent McEveety para Walt Disney Productions. Com roteiro de Don Tait e Richard M. Bluel, o filme teve locações no Havaí.

## Sinopse
No século XIX, o vaqueiro texano Lincoln Costain aparece quase afogado no litoral da ilha havaiana de Kauai, contando que fugira de um navio vindo de São Francisco e para o qual fora forçado a embarcar e trabalhar como tripulante. Ele recebe os cuidados da viuva Henrietta e se afeiçoa ao filho dela, Booton, permanecendo como hóspede deles. Henrietta é proprietária de uma plantação de batatas que está a beira da ruína. Constain percebe que há muito gado bovino selvagem na ilha e pergunta à mulher porque não captura os animais e os embarca para a Califórnia, onde poderá obter um bom preço pelas reses. Henrietta concorda com a ideia e hipoteca a fazenda para conseguir os cavalos e demais apetrechos de vaqueiro para distribuir aos trabalhadores e pede ao texano que os ensine. Mas Constain sabe que não será fácil transformar os despreocupados nativos agricultores em vaqueiros. Além disso, ver-se-á às voltas com um banqueiro inescrupuloso e um sinistro feiticeiro nativo.

## Elenco
- James Garner como Lincoln Costain
- Vera Miles como Henrietta MacAvoy
- Eric Shea como Booton 'Pequeno Maca' MacAvoy
- Robert Culp como Calvin Bryson
- Elizabeth Smith como Liliha (criada de MacAvoy)
- Manu Tupou como Kimo
- Gregory Sierra como Marruja (capanga de Bryson)
- Shug Fisher como Capt. Cary
- Nephi Hannemann como Malakoma (feiticeiro nativo)